# Yuki Tamura
Yuki Tamura (田村 祐基 Tamura Yuki?), född 31 december 1985 i Hiroshima prefektur, är en japansk före detta fotbollsspelare.
Tamura började sin karriär 2004 i Sanfrecce Hiroshima. 2006 blev han utlånad till Ehime FC. 2008 flyttade han till FC Gifu. Efter FC Gifu spelade han för Gainare Tottori, Guaraní, Sportivo Trinidense och Sportivo Luqueño. Han avslutade karriären 2010.